# Adamson (Comicfigur)

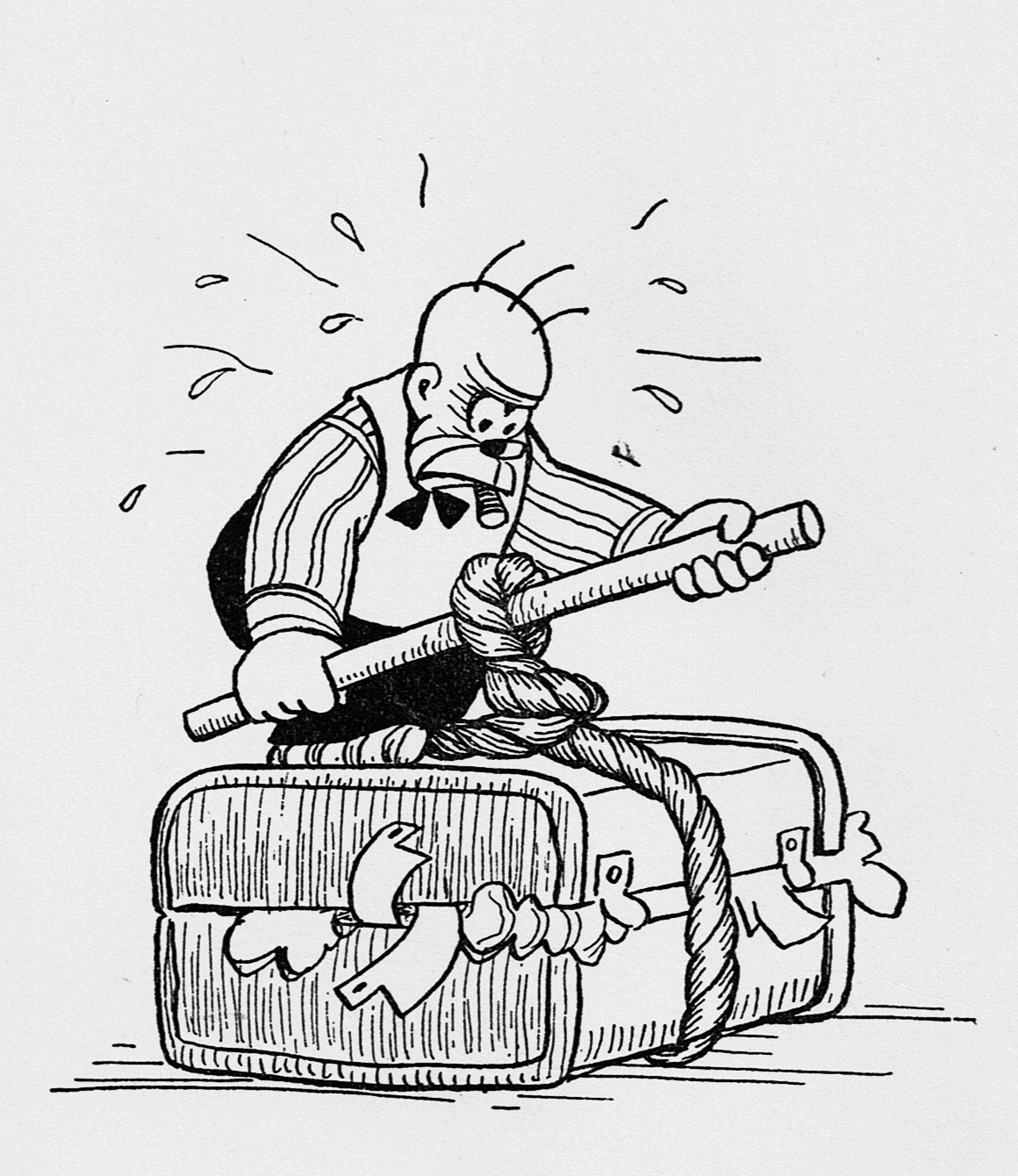
Adamson (1926)

Adamson war die bekannteste Figur des schwedischen Cartoonisten und Comiczeichners Oscar Jacobsson und Titelfigur des gleichnamigen Comics. Die häufig ohne Worte auskommende Adamson-Comics erfreuten sich weltweit so großer Beliebtheit, dass in den Vereinigten Staaten Parallel-Versionen unter dem Titel Silent Sam geschaffen wurden. Für Andreas C. Knigge ist Adamson „zweifellos der erfolgreichste schwedische Comic-Strip“.

## Entstehung, Handlung und Verbreitung
Im Jahr 1920 erhielt Jacobsson den Auftrag, für die schwedische Wochenzeitung Söndags-Nisse einen Comicstrip zu zeichnen. Das Ergebnis waren die erlebten Misserfolge eines kleinen Zigarre rauchenden Mannes mit drei abstehenden Haaren, der zum ersten Mal in der Nummer 42 der Söndags-Nisse vom 17. Oktober 1920 auftauchte. Bereits ein Jahr später wurden die ersten Comics in Buchform nachgedruckt. Ab 1922 wurden die Comics unter dem Titel Silent Sam in amerikanischen Tageszeitungen nachgedruckt.
Jacobsson hielt den Comic, der mit kurzen Bildfolgen und häufig ohne Worte auskam, bis zu seinem Tod im Jahr 1945. Danach wurde Adamson vom dänischen Zeichner Viggo Ludvigsen bis zum Jahr 1964 fortgesetzt. Ab 1965 erfolgte der Nachdruck alter Strips. Parallel zu den Geschichten von Jacobsson und Ludvigsen wurden in den Vereinigten Staaten in den Jahren 1935 bis 1940 von Henry Thol und in den Jahren 1941 bis 1953 von Jeff Hayes Adamson-Abenteuer ebenfalls unter dem Titel Silent Sam publiziert.
Zwischen 1924 und 1928 erschienen beim Berliner Verlag Dr. Eysler & Co. insgesamt sechs Bände mit Adamson-Geschichten. Weitere Adamson-Geschichten auf Deutsch erschienen unter anderem 1954 beim Rowohlt Verlag, 1976 beim Bertelsmann Verlag und 1982 bei Knaur.
In Italien wurden die Comics ab dem Jahr 1930 unter dem Namen Omobono in der Kinderzeitung Corriere dei piccoli veröffentlicht. Weitere Veröffentlichungen erfolgten unter anderem auch in China und Japan.